# Kurt Haijby

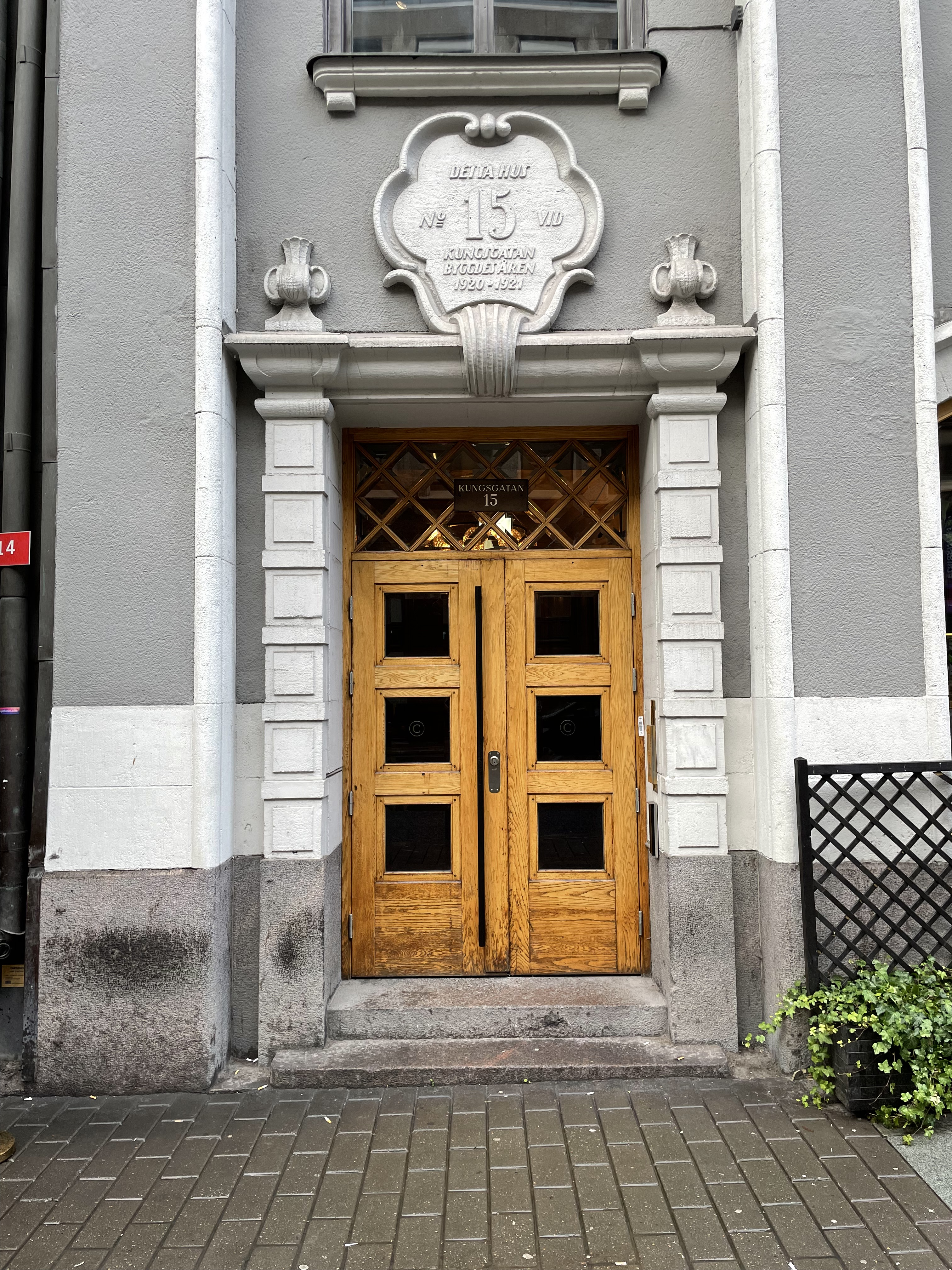
Porten till Kungsgatan 15 i Stockholm. I detta hus hade Anna och Kurt Haijby sin Restaurang Lido.

Kurt Alfred Haijby, ursprungligen Johansson, född 14 maj 1897 i Maria Magdalena församling i Stockholm, död 27 augusti 1965 i Hägerstens östra kyrkobokföringsdistrikt i Stockholm, var en svensk restaurangägare, känd på grund av Haijbyaffären. Han dömdes för utpressning av hovet efter anklagelser om att ha hotat med att publicera och därmed avslöja, att han och kung Gustav V hade haft en sexuell relation. 
Affären gick ut på att det var en rättsskandal där hovet, rättsväsendet och myndigheter i Sverige försökt tysta Haijby med ekonomisk ersättning och trakasserier. Det juridiska resultatet av affären blev dock att Haijby dömdes av Svea hovrätt den 14 mars 1954 till straffarbete i sex år för utpressning.

## Biografi
Kurt Haijby var son till Alfred Johansson (1865–1948) och Maria Berglind (1866–1951). Fadern var fisk- och skaldjurshandlare i Gamla stan och leverantör till hovet. Haijby påstod, att han sålde majblommor till kung Gustav V våren 1912, och att kungen då gjorde närmanden mot honom och att han inte berättade om det för någon innan han nådde vuxen ålder.
Från 18 års ålder tjänstgjorde han som uppassare på olika svenska ångfartyg och därefter bland annat som kontorsanställd, skådespelare och illusionist. Han dömdes under åren 1915–25 sex gånger till straffarbete för stöld och förfalskning, samt år 1923 för synnerligen grovt vållande till annans död av en poliskonstapel i Göteborg. Han var då inhyrd strejkbrytare och polismannen sökte upp Haijby för att denne misstänktes ha förfalskat en kamrats namnteckning för att få ut ett paket adresserat till kamraten. Enligt Haijby själv försökte han ta sig ifrån polismannen och använda sin pistol för att ta sitt liv. När polismannen försökte avstyra självmordet uppstod ett tumult och polisen vådasköts till döds. Rätten godtog denna förklaring och Haijby dömdes till 18 månaders straffarbete.
Efter avtjänat straff förde Haijby ett kringflackande liv, bland annat i USA och Frankrike, där han gick med i främlingslegionen, men deserterade. När han kom tillbaka till Stockholm 1931, gifte han sig med en tio år äldre änka, Anna Kristina Bohlin (1887–1964), ogift Holmberg, från Härnösand. Namnet Haijby (eg. Hajby) antogs efter Kunglig Majestäts resolution den 31 december 1931. Hon drev ett kafé på Lidingö, men paret skaffade påföljande år restaurang Lido på Kungsgatan 15 i Stockholm. Med sitt kriminella förflutna hade Haijby stora svårigheter att få ett utskänkningstillstånd. För att få hjälp till vinrättigheter sökte han 1933 audiens hos den 74-årige Gustaf V. Enligt Haijbys egen berättelse inleddes därefter ett sexuellt förhållande mellan dem som skulle ha varat något år. Haijby hade angående sin önskan om vinrättigheter även sökt överståthållaren Torsten Nothin, som strax därefter genom en vakthavande kammarherre, fick beskedet att kungen önskade att tillståndet skulle beviljas. Nothin misstänkte, att det rörde sig om utpressning, eftersom Haijby på grund av brottsbelastning inte kunde komma ifråga för vinrättigheter. Han tog därpå kontakt med hovet, som medgav att utbetalningar hade skett till Haijby.
År 1934 gick såväl restaurangföretaget Lido som makarna Haijby i konkurs. I april 1936 lämnade makarna in en skilsmässoansökan där Anna Haijby uppgav att maken var otrogen mot henne med Gustaf V som skilsmässoskäl. Skilsmässohandlingar är offentliga handlingar, vilket gjorde att detta uppmärksammades av myndigheterna. Det spekuleras därför i att skilsmässan och skilsmässoskälen var påhittade just för att kunna sätta press på hovet. Då homosexuella handlingar mellan vuxna var kriminaliserade kunde Haijby bli dömd för otukt om han erkände eller offentligt gick ut med sina påståenden kring kungen. Gustaf V hade rättslig immunitet, men en skandal skulle ha skadat monarkins och kungahusets anseende. I kretsen kring Hovet var det allmänt känt, att Gustaf V hade homosexuella böjelser, och hade gjort närmanden mot manlig personal.

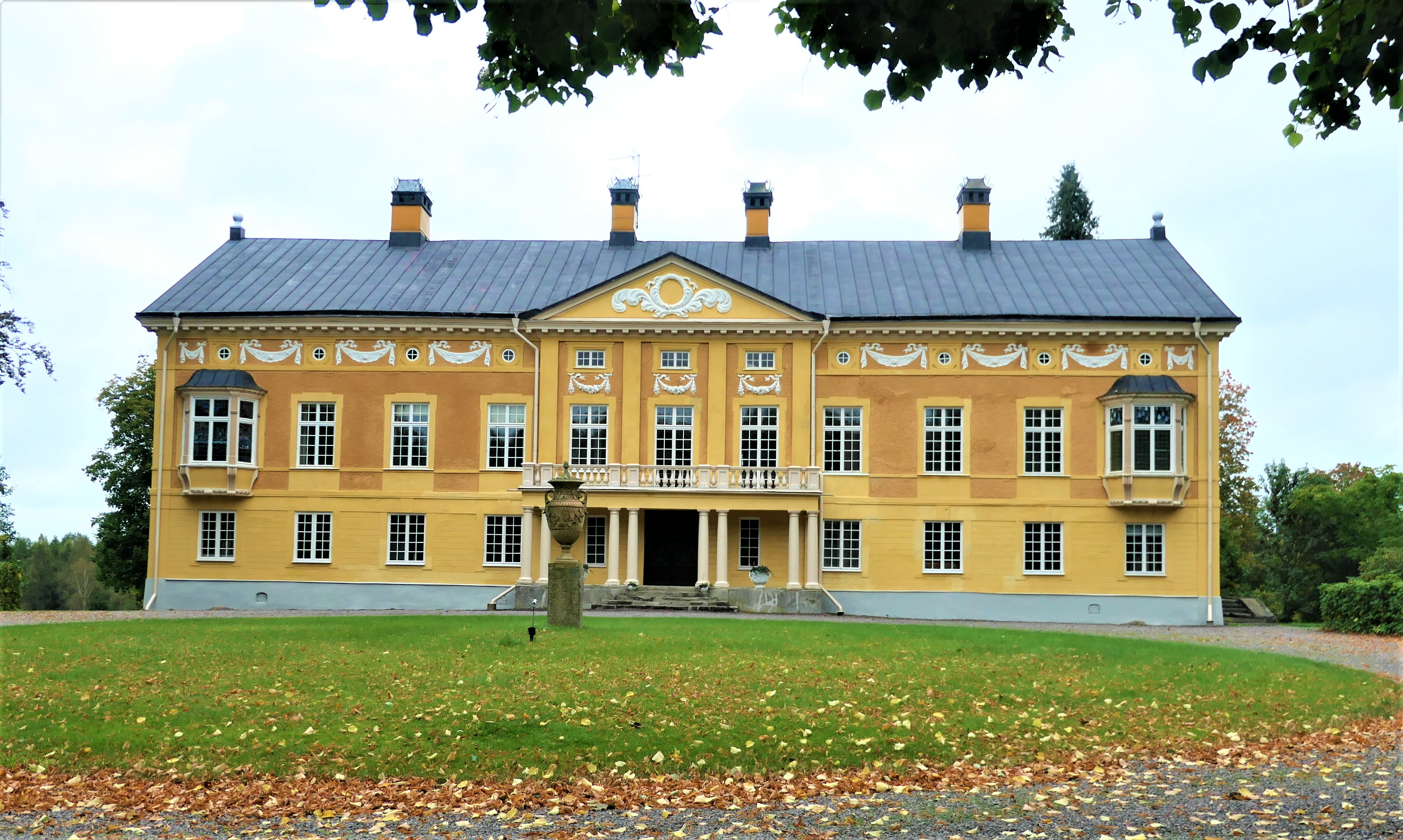
Trystorps herrgård, Kurt Haijbys pensionat under några år på 1930-talet.

Enligt Kurt Haijby fick man Anna Haijby att ändra motiveringen på initiativ av riksmarskalken och mot en ersättning av 15 000 kr. Hovets advokat Conrad Quensel fick i uppdrag att förmå Kurt Haijby att emigrera och skulle betala honom ett mindre belopp än det som var avsett för Anna Haijby. Han hävdade att han först skickades till USA, men att inga pengar kom och att han inte släpptes in när han kom tillbaks några månader senare. Hovet betalade för en kaffehandel till hans försörjning och att starta en pensionatsrörelse i Trystorp, Närke.
I september 1938 inleddes en undersökning mot Haijby beträffande misstanke om sexuell otukt mot minderåriga på Särö. Under förhören antydde Haijby att han hade en affär med Gustaf V. Misstankarna gällde två pojkar, 11 och 13 år gamla, av vilka den äldre med föräldrarnas tillåtelse delat hotellrum med Haijby en vecka på Särö och några månader senare rymt hemifrån i avsikt att per cykel ta sig från Göteborg till Kurt Haijby i Stockholm. Det blev inget åtal, men den 4 december 1938 fördes han med polis till mentalsjukhuset Beckomberga för observation. Polismästare Ernst Fontell i Göteborg hade gjort en ansökan om intagning för observation på sinnessjukhus. Till ansökan bifogades en observationsattest utfärdad av Carl Fällström, andre stadsläkare i Göteborg. Dagen före utskrivningen den 21 december 1938 undertecknade Haijby ett dokument, där han tog tillbaka alla uppgifter om sin relation med kungen, Han förband sig också att resa till Tyskland mot ett månatligt understöd från hovet.
Efter utskrivningen från Beckomberga sjukhus begav han sig därför till Tyskland. Under vistelsen i Tyskland greps han av myndigheterna och fälldes i domstol för sexuella kontakter med två ynglingar. Efter avtjänat straff utvisades han till Sverige och hamnade åter på Beckomberga. Han skrev boken Patrik Kajson går igen, som kom ut 5 december 1947 och som beskriver händelserna. Bokens hela upplaga köptes upp av polischefen Alvar Zetterquist för att undvika spridning och därmed följande uppmärksamhet på grund av ett befarat yttrandefrihetsmål i ärendet.

## Haijbyaffären

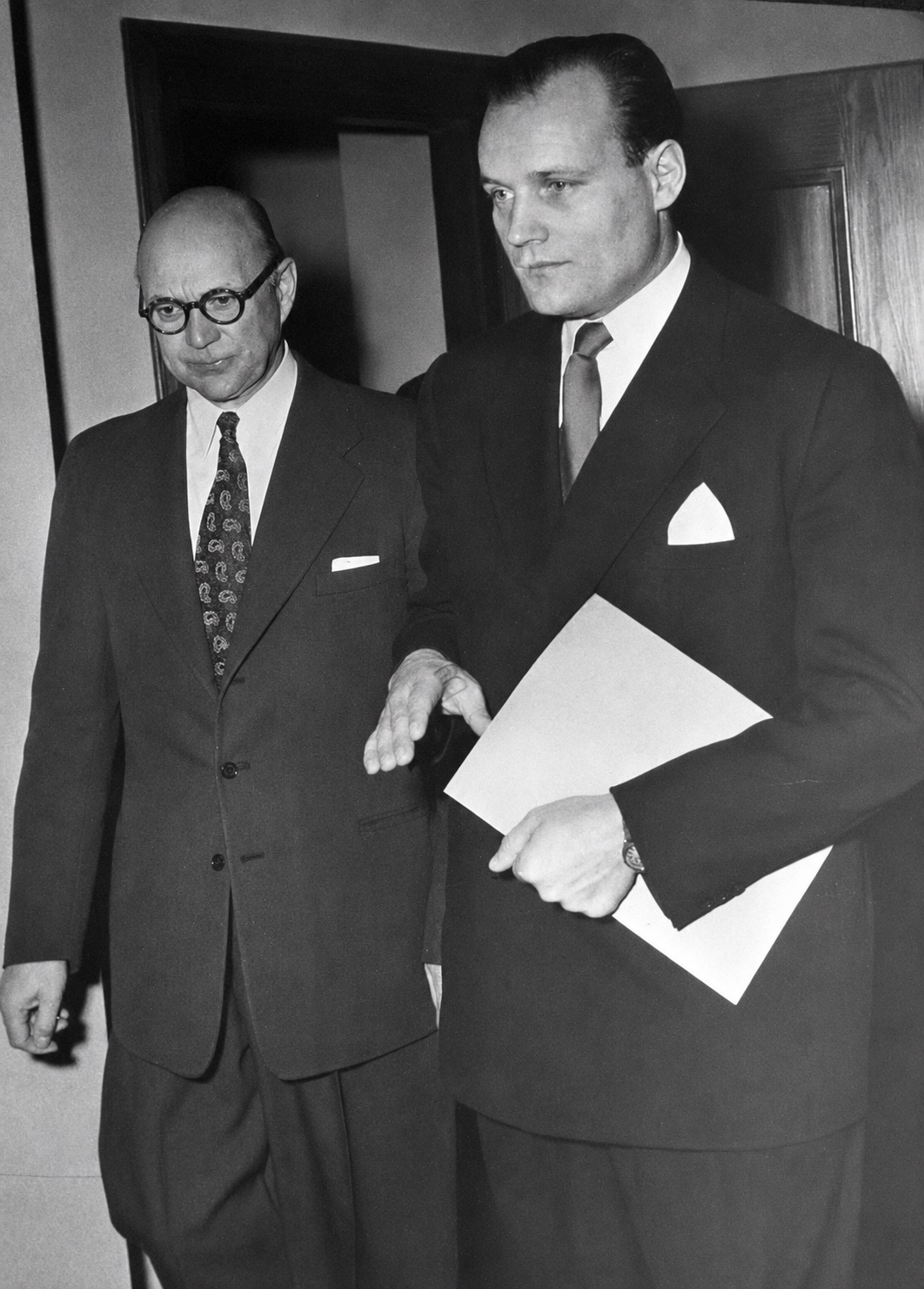
Kurt Haijby (t.v.) med sitt ombud, advokat Henning Sjöström, på väg till förhandlingarna i Stockholms rådhusrätt i december 1952.

Gustav V avled i oktober 1950, och under 1952 kontaktade Haijby Justitiekanslern (JK) Olof Alsén för att få till stånd en utredning om han trakasserats av hovet eller hovet närstående ämbetsmän. Han hävdade, att det var överståthållaren Torsten Nothin, som varit den mest drivande personen i sammanhanget. Justitiekanslern kunde vid en bedömning i frågan inte se några mer anmärkningsvärda övergrepp av någon särskild ämbetsman, men menade att det däremot fanns tydliga bevis för att Haijby utpressat hovet. JK överlämnade därför sin utredning till Riksåklagaren, som i sin tur lät utföra ytterligare en mer omfattande utredning. Denna utredning ledde fram till ett åtal av Kurt Haijby. Bakom "stängda dörrar" vid Stockholms rådhusrätt dömdes Haijby den 22 december 1952 till åtta års straffarbete.
Haijby försvarades under rättegången av Henning Sjöström, som menade att pengarna, som begärts och betalats ut var för skadestånd och gåvor och inte utpressning, och att överståthållare Nothin var ansvarig för trakasserier, som syftade att hålla Haijby borta från kungen. Svea hovrätt tog upp överklagan och sänkte straffet till sex års straffarbete. Dessa förhandlingar skedde inför "öppna dörrar", men det mesta av materialet var hemligstämplat. Nu kom affären ut till en bredare allmänhet, och blev en del av "rättsröteaffärerna", den här kallad Haijbyaffären, under 1950-talet. Bland andra engagerade sig Vilhelm Moberg, som intervjuade Haijby i fängelset. Han menade, att relationen mellan den gamle kungen och Haijby var ett faktum, och att Hovet hade betalat ut pengar för tystnad, men också försökt tysta Haijby med olika trakasserier.
Det är klarlagt, att Haijby fick stora summor av hovet, eller av myndighetspersoner närstående hovet, till sig själv, sin hustru och sina verksamheter. Det är inte klarlagt, att han i verkligheten hade en intim sexuell relation med kungen eller att han hade trakasserats av Hovet eller av Hovet närstående personer.

## De sista åren

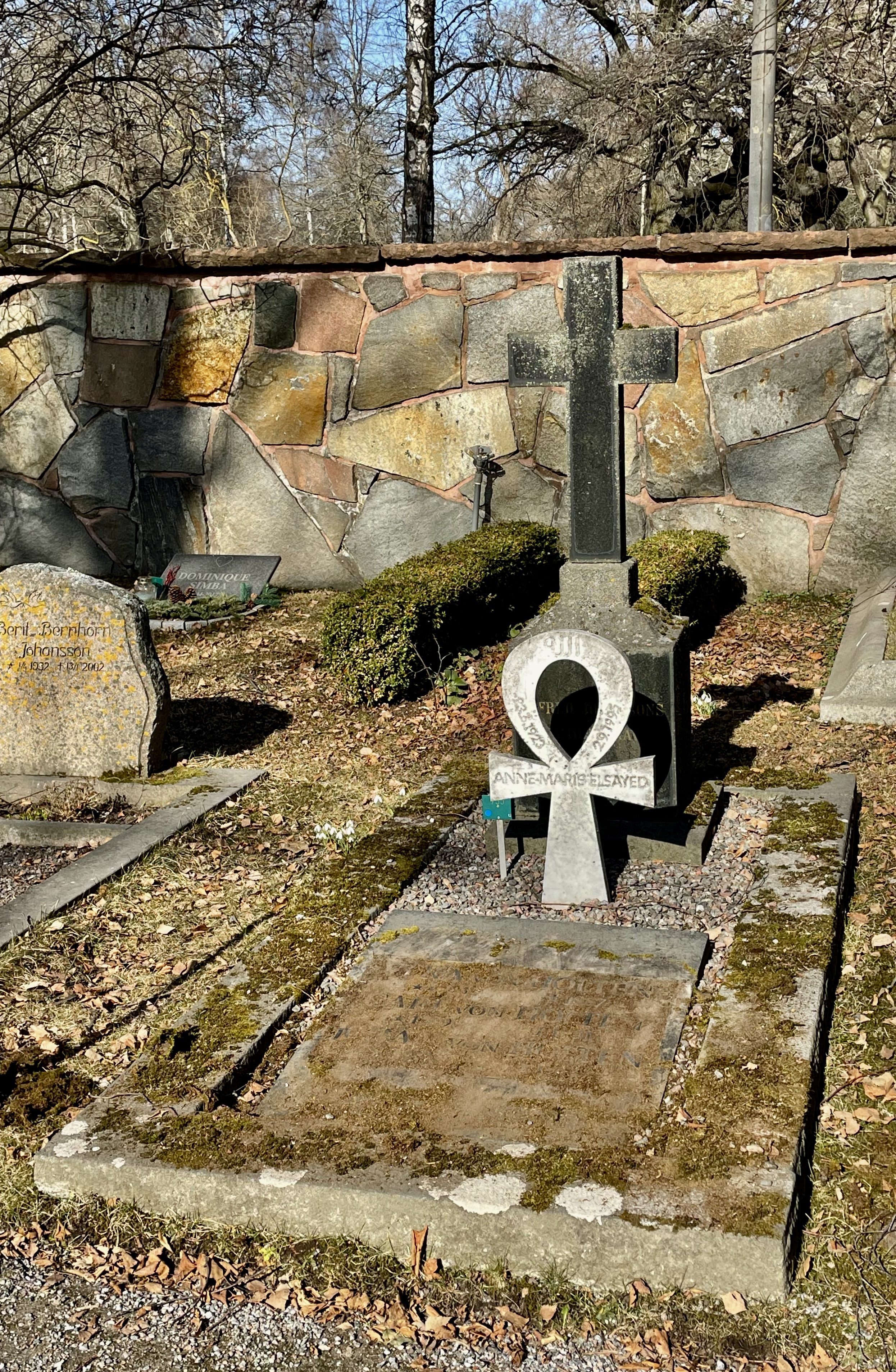
Familjen Haijbys gravplats vid Solna kyrkogård.

Kurt Haijby frigavs i förtid av hälsoskäl i februari 1956 efter nådeansökan och beslut av Kungl. Maj:t i konselj. Han bodde därefter på Villagatan 13 tillsammans med Anna Haijby, även om de var skilda sedan 1937. Efter hennes död i augusti 1964 blev han tvungen att flytta från Villastaden i centrala Stockholm till en betydligt enklare och i jämförelse blygsam enrumslägenhet i den södra stadsdelen Hägersten.
Den 27 augusti 1965 hittades han död i sin lägenhet i Hägersten. Han troddes ha varit död i minst tre dagar. Kurt och Anna Haijby är båda begravda i familjegraven vid Solna kyrkogård.

## I populärkulturen
Delar av hans liv porträtterades i TV-serien En kunglig affär (2021), där Haijby spelas av Sverrir Gudnason och hans hustru spelas av Sanna Krepper.